# Caffè Italia
(sigla del programma)
Caffè Italia è stato un programma televisivo italiano, andato in onda per 12 puntate nel 1989 sull'emittente Odeon TV.

## Il programma
Caffè Italia è stato il primo magazine interamente dedicato alla musica italiana diffuso nel Paese in televisione verso la fine degli anni 80.
Il programma, un contenitore di 30 minuti, si prefiggeva di mantenere uno sguardo attento sulle novità del mondo della musica italiana, descrivendone gli aspetti più rilevanti e fornendo una panoramica dettagliata sulla realtà esistente, comprendendo nella stessa i nuovi talenti.
Ogni domenica venivano proposti artisti affermati della canzone italiana oltre ad emergenti come Biagio Antonacci, Francesco Baccini, Alessandro Bono, i Ladri di Biciclette, Brando, Dario Gay, gli Ufo Piemontesi.
Nel corso delle 12 puntate si alternarono "maestri" della melodia, quali Gino Paoli e Umberto Bindi, ed i talent scout che li "intercettarono", come quali Nanni Ricordi e Mogol.
Una vetrina speciale era riservata anche ai "maestri" dello spot, come Lucio Fabbri, Mauro Pagani, Franco Godi autori ed esecutori di alcune campagne commerciali al tempo in programmazione.
Condotto e curato da Gianni De Berardinis, avrebbe dovuto essere ambientato in un cafè chantant, ma essendo Milano sprovvista all'epoca di un ritrovo simile, si pensò di ricostruirlo in studio grazie alle scene di Armando Nobili. La regia era di Fulvio Bramante.